# みにちあ☆ベアーズ
みにちあ☆ベアーズは、スターダストプロモーションに所属する女子小中学生によって構成されたチアリーディングをテーマとしたジュニアアイドルグループ。2009年結成。2014年解散。

## 概要
スターダストプロモーションの、主に芸能3部（当時の3B junior）で結成された女子小中学生グループである。「笑顔で元気に楽しく」がモットー。通称はみにちあ。
当初は、中学1年生となったメンバーは年度末に行われるイベントをもって卒業することが通例であったが、解散時には中学2年生のメンバーもいた。
2009年4月5日に川崎アゼリアでの事務所オーディションイベントにて初めて披露された。
2014年3月9日に東放学園studio Deeでのステージを最後に解散、約5年間の活動に幕を下ろした。

## 略歴
2009年
- 1月 - レッスン開始[1]。
- 4月 - イベントにて初お披露目[1]。初期メンバーは杏野なつ、小池梨緒、鈴木裕乃、安本彩花、松野莉奈、田辺桃子、浅見姫香、小川真由、堤望綺、小田桐汐里、うらん、椎名るかの12人。

2010年
- 4月 - ももいろクローバー・メジャーツアー2010 春の最強タッグ決定戦〜炎の約28番勝負〜にて杏野なつ、小池梨緒、鈴木裕乃、安本彩花、松野莉奈、田辺桃子がグループから卒業。
- 春 - 横山未空、斎藤夏鈴、内藤るな、塚本颯来が加入。
- 秋 - 青山愛依、國光真央が加入。

2011年
- 4月 - マイリー、芽奈、藤本杏が加入、浅見姫香が卒業。
- 7月 - 公式ブログ開始。
- 8月 - 愛来が加入。
- 11月 - 小川真由、堤望綺が卒業。

2012年
- 2月 - グループ初の冠番組「みにちあ☆ベアーズのLet's go Bears!」がスタート。
- 4月 - 巨勢紫、平瀬美里が加入。
- 8月 - 青山愛依が卒業。
- 10月 - 石黒詩苑が加入。

2013年
- 3月 - 小田桐汐里、うらん、藤本杏、横山未空が卒業。
- 4月 - 高井千帆、小田垣陽菜、高見真愛が加入。
- 5月 - マイリーが卒業。

2014年
- 3月 - 解散[2][3]。

## メンバー

### 2014年解散時点のメンバー
※背番号は解散時点のもの
| 背番号 | 名前       | よみ            | 生年月日       | 出身     | 備考                                                                                         |
| ------ | ---------- | --------------- | -------------- | -------- | -------------------------------------------------------------------------------------------- |
| 1      | 斎藤夏鈴   | さいとう かりん | 2000年10月29日 | 神奈川県 | 元・マジェスティックセブン／元・3B junior                                                    |
| 2      | 内藤るな   | ないとう るな   | 2000年12月23日 | 東京都   | 浪江女子発組合／元・B.O.L.T／元・ロッカジャポニカ／元・3B junior                             |
| 3      | 國光真央   | くにみつ まお   | 2001年1月21日  | -        | 元・俳優・モデル                                                                             |
| 4      | 芽奈       | めいな          | 2001年6月27日  | 神奈川県 | ラフ×ラフ／元・青春高校3年C組生徒／元・私立輝女学園 ※日比野芽奈に改名                        |
| 5      | 椎名るか   | しいな るか     | 2001年7月28日  | 北海道   | 元・ロッカジャポニカ／元・3B junior                                                          |
| 6      | 塚本颯来   | つかもと そら   | 2001年11月7日  | 長野県   | 元・はちみつロケット／元・3B junior                                                          |
| 7      | 高井千帆   | たかい ちほ     | 2001年11月20日 | 東京都   | 元・B.O.L.T／元・浪江女子発組合／元・ロッカジャポニカ／元・3B junior 俳優・モデル            |
| 8      | 小田垣陽菜 | おだがき ひな   | 2002年1月30日  | 東京都   | 元・マジェスティックセブン／元・3B junior                                                    |
| 9      | 巨勢紫     | こせ ゆかり     | 2002年2月11日  | 東京都   |                                                                                              |
| 10     | 平瀬美里   | ひらせ みさと   | 2002年8月6日   | 千葉県   | 元・B.O.L.T／元・ロッカジャポニカ／元・3B junior                                             |
| 11     | 高見真愛   | たかみ まあり   | 2002年9月1日   | 神奈川県 | 元・奥澤村／元・3B junior ※永山真愛に改名                                                    |
| 12     | 愛来       | あいら          | 2002年12月8日  | 東京都   | AMEFURASSHI（旧 アメフラっシ）／元・浪江女子発組合／元・奥澤村／元・3B junior／元・KAGAJO☆4S |
| 13     | 石黒詩苑   | いしぐろ しおん | 2003年9月17日  | 千葉県   | 元・私立輝女学園 俳優・モデル                                                                |

### 元メンバー
- 横山未空（よこやま みく、2000年2月9日- ）神奈川県 芸能界引退
- マイリー（2000年7月28日 - ）東京都 芸能界引退
- 田辺桃子（たなべ ももこ、1999年8月21日 - ）神奈川県
- 浅見姫香（あさみ ひめか、1999年9月26日 - ）東京都
- 小川真由（おがわ まゆ、1999年1月31日 - ）千葉県 芸能界引退
- 堤望綺（つつみ みき、1999年1月31日 - ）神奈川県 芸能界引退
- 青山愛依（あおやま あい、2002年1月31日 - ）千葉県

私立恵比寿中学へ移籍
- 杏野なつ（あんの なつ、1997年7月12日 - ）千葉県
- 安本彩花（やすもと あやか、1998年6月27日 - ）東京都
- 小池梨緒（こいけ りお、1998年1月18日 - ）東京都
- 鈴木裕乃（すずき ひろの、1998年3月24日 - ）東京都
- 松野莉奈（まつの りな、1998年7月16日 - 2017年2月8日）東京都

KAGAJO☆4Sへ移籍
- 小田桐汐里（おだぎり しおり、1999年5月10日 - ）茨城県 2代目リーダー
- 藤本杏（ふじもと あん、1999年12月11日 - ）静岡県

チーム大王イカへ移籍
- うらん（1999年10月12日- ）東京都

## 曲

### オリジナル曲
- みにちあ応援歌
- みにちあ☆100
- みにちあ☆1・2・3
- みにちあ校歌
- 紳士の皆さんへ（仮）

## カバーなどの応援曲
- もってけ!セーラーふく
- みにちあサンバ
- ベアーズのテーマ（狼少年ケンの替え唄）
- 君の瞳に恋してる
- Mickey
- コンバットマーチ
- 狙いうち
- ダッシュケイオウ
- 輝き
- タッチ
- 大進撃
- 夏祭り
- Sunny Day Sunday

## 出演

### テレビ
- ブザー・ビート〜崖っぷちのヒーロー〜最終話（2009年9月21日、フジテレビ）
- みにちあ☆ベアーズのLet's go Bears!（2012年2月16日 - 、エンタ!371）

### 主なイベント
- TOKYO IDOL FESTIVAL (2010年 - 2013年)
- ケータイ刑事 銭形命 「歌だ!祭りだ!〜BS・TBSサマーパーティーin赤坂BLITZ!ファン感謝祭歌謡祭〜」（2009年8月、赤坂BLITZ）
- ももいろクローバー・メジャーツアー2010 春の最強タッグ決定戦〜炎の約28番勝負〜 みにちあ☆ベアーズ卒業式（2010年4月11日、秋葉原UDXシアター）
- 下北FM アイドル祭り Vol.2〜年忘れ2010
- 汐博 2011年8月
- map劇場 2011年8月
- スタ☆フェス（石丸電気）
- お台場MEGAWAVE
- 3Bjr.live